# Аукштеї-Панеряй
Аукштеї-Панеряй (Верхні Понари; лит. Aukštieji Paneriai) - мікрорайон на півдні Вільнюса, що входить до складу Панеряйського староства Вільнюського міського самоврядування.
Розташований на правому березі річки Вілія за 10 км на південний захід від центру міста.
Населення - 4317 жителів.

## Історія
Входив до складу Польщі з 1923 року аж до поділу польської держави у вересні 1939 року Німеччиною та СРСР, пізніше було передано Литві. Після приєднання Литви до СРСР у серпні 1940 року селище залишалося в межах адміністративних кордонів новоствореної Литовської РСР.
1940 року в районі селища почалося будівництво нафтобази. Було викопано великі котловани для розміщення в них ємностей з пальним. Однак через вторгнення німецьких військ від планів створення нафтобази довелося відмовитися.
У роки Другої світової війни Понарський ліс був перетворений німецькою окупаційною владою на місце страт близько 100 тисяч осіб, євреїв -в'язнів Вільнюського гетто, циган, представників польської інтелігенції та радянських військовополонених.

## Населення
До Другої світової війни населення селища складалося в основному з поляків та білорусів - католиків.

## Транспорт
У Паняряї розташована однойменна залізнична станція .
Також на території Паняряя розташований один із двох залізничних тунелів Литви, який діяв з 1861 року до початку 1960-х років.

## Пам'ятки
- Паняряйський тунель

## Галерея
|                  |
| Понарська церква |

|                          |
| Меморіал жертвам нацизму |

|                                                  |
| Понарський тунель (фото 70-х років ХІХ сторіччя) |